# Doug Friedman
Doug Friedman (né le 1er septembre 1971 à Greenwich, dans l'État du Connecticut aux États-Unis) est un joueur de hockey sur glace. Il évoluait au poste d’ailier gauche.

## Biographie

### Carrière junior
De 1990 à 1994, il dispute le Championnat de la NCAA, avec les Terriers de Boston. Il termine vice-champion avec eux en 1991 et en 1944. Lors de la saison 1993-1994, il est nommé capitaine de l’équipe.

### Carrière professionnelle
Le 22 juin 1991, lors du Repêchage d’entrée dans la Ligue nationale de hockey, il est choisi en 222e position, lors de la 11e ronde par les Nordiques de Québec.
Lors de la saison 1994-1995, il commence sa carrière professionnelle en jouant pour les Aces de Cornwall en Ligue américaine de hockey, le club école des Nordiques. Il disputes pour eux deux saisons, cumulant cent-trente-cinq matchs de saison régulière et onze matchs de Série éliminatoire.
Pour la saison 1996-1997, il s’entend avec les Bears de Hershey, un club de la LAH. Il dispute soixante et une rencontre de saison régulière et vingt-trois matchs de série éliminatoire, les aidant à remporter la Coupe Calder, remise au champion de la LAH.
En juillet 1997, il s’entend avec les Oilers d’Edmonton. Il dispute seize rencontre de LNH durant la saison 1997-1998, ainsi que cinquante-cinq rencontres de LAH dans leur club école, les Bulldogs de Hamilton.
En juin 1996, il est réclamé par les Predators de Nashville lors de l’expansion de la LNH. Il dispute pour eux deux rencontres de LNH et soixante-neuf avec leur club école, les Admirals de Milwaukee dans la Ligue internationale de hockey.
En août 1999, il s’engage avec les Sharks de San José. Il joue la saison 1999-2000 avec les Thoroughblades du Kentucky en LAH, leur club affilié.
Lors de la saison 2000-2001, il signe un contrat avec les IceCats de Worcester et dispute le championnat de LAH pour eux. Il met un terme à sa carrière à la fin de cette saison.

### Vie privée
Doug a grandi à Cape Elizabeth dans le Maine. Il est de confession juive, marié, père de trois enfants et vit à Readfield, dans le Maine.
En 2014, il est nommé directeur sportif à l’université de Kents Hill et entraîne l’équipe de hockey sur glace.
Il quitte cet université en 2018 pour accepter le poste d’entraineur-chef de l’équipe de l’école de Twin City, basée à Auburn dans le Maine.

## Statistiques
»Pour les significations des abréviations, voir statistiques du hockey sur glace. »
| Saison     | Équipe                     | Ligue      |    | Saison régulière | Saison régulière | Saison régulière | Saison régulière | Saison régulière |   | Séries éliminatoires | Séries éliminatoires | Séries éliminatoires | Séries éliminatoires | Séries éliminatoires |
| Saison     | Équipe                     | Ligue      | PJ | B                | A                | Pts              | Pun              | PJ               | B | A                    | Pts                  | Pun                  |                      |                      |
| 1990-1991  | Terriers de Boston         | NCAA       | 36 | 6                | 6                | 12               | 37               |                  |   |                      |                      |                      |                      |                      |
| 1991-1992  | Terriers de Boston         | NCAA       | 34 | 11               | 8                | 19               | 42               |                  |   |                      |                      |                      |                      |                      |
| 1992-1993  | Terriers de Boston         | NCAA       | 38 | 17               | 24               | 41               | 62               |                  |   |                      |                      |                      |                      |                      |
| 1993-1994  | Terriers de Boston         | NCAA       | 41 | 9                | 23               | 32               | 110              |                  |   |                      |                      |                      |                      |                      |
| 1994-1995  | Aces de Cornwall           | LAH        | 55 | 6                | 9                | 15               | 56               | 3                | 0 | 0                    | 0                    | 0                    |                      |                      |
| 1995-1996  | Aces de Cornwall           | LAH        | 80 | 12               | 22               | 34               | 178              | 8                | 1 | 1                    | 2                    | 17                   |                      |                      |
| 1996-1997  | Bears de Hershey           | LAH        | 61 | 12               | 21               | 33               | 245              | 23               | 6 | 9                    | 15                   | 49                   |                      |                      |
| 1997-1998  | Oilers d’Edmonton          | LNH        | 16 | 0                | 0                | 0                | 20               |                  |   |                      |                      |                      |                      |                      |
| 1997-1998  | Bulldogs de Hamilton       | LAH        | 55 | 19               | 27               | 46               | 235              | 9                | 4 | 4                    | 8                    | 40                   |                      |                      |
| 1998-1999  | Predators de Nashville     | LNH        | 2  | 0                | 1                | 1                | 14               |                  |   |                      |                      |                      |                      |                      |
| 1998-1999  | Admirals de Milwaukee      | LIH        | 69 | 26               | 25               | 51               | 251              | 2                | 1 | 2                    | 3                    | 8                    |                      |                      |
| 1999-2000  | Thoroughblades du Kentucky | LAH        | 73 | 13               | 23               | 36               | 237              | 9                | 1 | 3                    | 4                    | 45                   |                      |                      |
| 2000-2001  | IceCats de Worcester       | LAH        | 41 | 9                | 10               | 19               | 78               | 8                | 2 | 0                    | 2                    | 22                   |                      |                      |
| Totaux LNH | Totaux LNH                 | Totaux LNH | 18 | 0                | 1                | 1                | 34               |                  |   |                      |                      |                      |                      |                      |

## Transactions
Le 21 juin 1995, lors de la relocalisation de la franchise des Nordiques de Québec au Colorado, ces droits sont transférer dans la nouvelle franchise : l’Avalanche du Colorado.
Le 14 juillet 1997, il s’engage à titre d’agent libre avec les Oilers d’Edmonton.
Le 26 juin 1998, il est réclamé au  Repêchage d’expansion de la LNH par les Predators de Nashville.
Le 26 août 1999, il signe un contrat à titre d’agent libre auprès des Sharks de San José.

## Récompenses
- 1990-1991 : Finaliste du tournoi de la NCAA avec les Terriers de Boston[7]

- 1993-1994 : Finaliste du tournoi de la NCAA avec les Terriers de Boston[8]

- 1996-1997 : vainqueur de la Coupe Calder avec les Bears de Hershey[9]